# Pandies
Les Pandies (en grec antic: Πάνδῑα) eren unes festes que se celebraven a Atenes cada any, després de les Grans Dionísies. El seu origen es discuteix, i se suposa que estava dedicat a la deessa Pandia, una representació de la Lluna plena, filla de Zeus i Selene, o al rei Pandíon de l'Àtica i a Zeus, en altres versions. Una hipòtesi és que originalment era un festival dedicat a Zeus de les tribus àtiques similar a les Panatenees, que va subsistir quan la unificació de l'Àtica va portar a la creació de les Panatenees. En temps de Demòstenes encara es feia. La seva celebració era el dia 14 d'Elafebolió.